# Chelonus antillarum
Chelonus antillarum är en stekelart som beskrevs av Marshall 1885. Chelonus antillarum ingår i släktet Chelonus och familjen bracksteklar. Inga underarter finns listade i Catalogue of Life.